# کیم کیونگا
کیم کیونگا (انگلیسی: Kim Kyungah؛ زادهٔ ۲۵ مه ۱۹۷۷) بازیکن پینگ‌پنگ اهل کره جنوبی است.